# Heterochroma lyctorea
Heterochroma lyctorea är en fjärilsart som beskrevs av Herrich-Schäffer 1869. Heterochroma lyctorea ingår i släktet Heterochroma och familjen nattflyn. Inga underarter finns listade i Catalogue of Life.